# Plectostoma margaretchanae
Plectostoma margaretchanae – gatunek ślimaka z rzędu Architaenioglossa i rodziny Diplommatinidae. Endemit Borneo.

## Taksonomia
Gatunek ten opisany został po raz pierwszy w 2021 roku przez Mohammada Effendiego bin Marzukiego, Thor-Seng Liewa i Jayasilana Mohd-Azlana na łamach „ZooKeys”. Jako lokalizację typową wskazano wzgórze przy drodze Skio w Jambusan w Gunung Batu w dystrykcie Bau malezyjskiego Sarawaku. Epitet gatunkowy nadano na cześć Margaret Chan Kit Yok, agronomki z Universiti Teknologi MARA.

## Morfologia
Ślimak osiągający od 1,25 do 1,35 wysokości i od 1,6 do 1,8 mm szerokości muszli. Skrętka jest stożkowata z lekko wypukłymi bokami i co najwyżej nieco ukośnym szczytem. Występuje 4½ skrętów, z których ostatni jest zaokrąglony. Ujściowa, rurkowata część muszli uwolniona jest od skrętki, wystaje daleko poza nią i jest gwałtownie ku przewężeniu zwężona. Palatalis i basalis przewężenia są poprzeczne. Teleokoncha ma promieniste żeberka, na skrętce przeciętnie rozstawione i niefaliste, przy rurce gęściej rozmieszczone i niefaliste, a na samej rurce szeroko rozstawione i na spodzie co najwyżej nieznacznie zafalowane. Rowki spiralne są dobrze zaznaczone. Osiągające niespełna 0,5 mm wysokości i szerokości ujście jest okrągłe do eliptycznego, nieznacznie odchylone od osi skrętu. Perystom jest nieznacznie rozszerzony i niezmodyfikowany. Otwarty dołek osiowy ma 0,13 mm średnicy.

## Ekologia i występowanie
Gatunek orientalny, endemiczny dla Malezji i Borneo, znany tylko z lokalizacji typowej.
Ślimak lądowy, bytujący na pionowych, porośniętych mchami i porostami powierzchniach skał wapiennych.